# ميخاو داشيك
ميخاو داشيك (بالبولندية: Michał Daszek) مواليد 27 يونيو 1992 في بولندا، هو لاعب كرة يد بولندي يلعب كجناح أيمن. يلعب حاليا مع نادي فيسوا بوتسك لكرة اليد ويحمل الرقم 3. مثل منتخب بولندا لكرة اليد. شارك في دورة الألعاب الأولمبية الصيفية سنة 2016. حقق المركز الثالث في بطولة العالم لكرة اليد للرجال 2015.

## سجل المنافسة
شارك في البطولات التالية:
- بطولة العالم لكرة اليد للرجال 2015
- بطولة أوروبا لكرة اليد للرجال 2016
- الألعاب الأولمبية الصيفية 2016

## الميداليات
| الميدالية | المسابقة                           |
| --------- | ---------------------------------- |
| برونزية   | بطولة العالم لكرة اليد للرجال 2015 |

## روابط خارجية
- ميخاو داشيك على موقع الاتحاد الأوروبي لكرة اليد (الإنجليزية)
- ميخاو داشيك على موقع أوليمبيديا (الإنجليزية)
- ميخاو داشيك على موقع اللجنة الأولمبية البولندية (مؤرشف) (البولندية)